# Świry (nagroda)
Świry – plebiscyt organizowany cyklicznie latach 2001–2009 przez Górnośląską Wyższą Szkołę Handlową im. Wojciecha Korfantego w Katowicach we współpracy z TVP2, a następnie z TVS.
Według oficjalnej strony plebiscytu, wyróżniona postać musiała „być osobą publiczną, charakteryzującą się dużym poczuciem humoru oraz pomysłowością, szanowaną i podziwianą, nierzadko z podwójną osobowością, opowiadającą zaskakujące historie na życzenie lub spontanicznie”.
Następcą Świrów jest doroczna nagroda Niegrzeczni, zorganizowana po raz pierwszy w 2011 roku przez TV4.

## Laureaci

### Świry 2003
| Kategoria             | Laureat                                                                                            |
| --------------------- | -------------------------------------------------------------------------------------------------- |
| Film                  | E=mc²                                                                                              |
| Aktor                 | Cezary Pazura                                                                                      |
| Kabaret               | Kabaret DNO                                                                                        |
| Osobowość kabaretowa  | Andrzej Grabowski                                                                                  |
| Przebój               | „Facet to świnia” – Big Cyc                                                                        |
| Artysta               | Krzysztof Skiba                                                                                    |
| Kapela                | Big Cyc                                                                                            |
| Program telewizyjny   | Idol                                                                                               |
| Serial                | Kasia i Tomek                                                                                      |
| Osobowość telewizyjna | Kuba Wojewódzki                                                                                    |
| Wpadka roku           | Edyta Górniak – wykonanie hymnu narodowego przed meczem polskiej reprezentacji w Korei Południowej |
| Świr nad Świrami      | Kuba Wojewódzki                                                                                    |

### Świry 2004
- Najbardziej zakręcony aktor: Paweł Wilczak
- Najbardziej odlotowy przebój: „Keine Grenzen” – Ich Troje
- Najbardziej odlotowy artysta: Maciej Maleńczuk
- Najbardziej odlotowa kapela: Tercet Egzotyczny
- Najbardziej zwariowany serial: Kasia i Tomek
- Wpadka roku: Jestem jaki jestem
- Świr nad Świrami: Kuba Wojewódzki
- Świr za całokształt: Wojciech Mann i Krzysztof Materna

### Świry 2005
- Najbardziej zakręcony film: Shrek 2
- Najbardziej zakręcony aktor: Andrzej Grabowski
- Najbardziej absurdalny kabaret: Kabaret Ani Mru-Mru
- Najbardziej zakręcona osobowość kabaretowa: Michał Wójcik
- Najbardziej odlotowy przebój: „Jej czarne oczy” – Ivan i Delfin
- Najbardziej odlotowy artysta: Doda
- Najbardziej odlotowa kapela: Big Cyc
- Najbardziej zwariowany program telewizyjny: Mamy Cię!
- Najbardziej zwariowany serial: Świat według Kiepskich
- Najbardziej zwariowana osobowość telewizyjna: Kuba Wojewódzki
- Wpadka roku: Wszystko o Miriam
- Świr nad Świrami: Kuba Wojewódzki
- Świr za całokształt: Jerzy Owsiak

### Świry 2006
- Artysta estrady: Doda
- Najbardziej odlotowa kapela: Big Cyc
- Najbardziej zakręcona osobowość kabaretowa: Marcin Daniec
- Super Świr: Kuba Wojewódzki i Michał Figurski  – Antylista
- Najbardziej zwariowany program TV: Duże dzieci
- Osobowość telewizyjna: Szymon Majewski
- Świr nad Świrami: Doda
- Świr za dotychczasowy dorobek: Jacek Fedorowicz

### Świry 2007
- Najbardziej zakręcony aktor: Cezary Pazura
- Najbardziej absurdalny kabaret: Kabaret Moralnego Niepokoju
- Najbardziej zwariowany program TV: Szymon Majewski Show
- Najbardziej odlotowy HIT: Rolnik – Kabaret Ani Mru-Mru
- Wydarzenie roku: Anna Mucha na Festiwalu Polskich Filmów Fabularnych w Gdyni
- Teleświr: Szymon Majewski
- Świr muzyczny: Doda
- Superświr: Michał Koterski

### Świry 2008
- Aktor: Bogdan Kalus
- Program TV: Szymon Majewski Show
- Serial TV: Włatcy móch
- Muzyka: Doda
- Wydarzenie roku: „Dwa gołębie” Agnieszki „Frytki” Frykowskiej
- Kabaret: Kabaret Paranienormalni (Mariolka)
- Osobowość TV: Ędward Ącki
- Teleświr: Szymon Majewski
- Superświr: Doda

### Świry 2009
- Aktor: Tomasz Karolak
- Program TV: Szymon Majewski Show
- Serial TV: Włatcy móch
- Film: Lejdis
- Muzyka: Video
- Przebój: „Będzie Piekło”
- Artysta: Mariusz Kałamaga

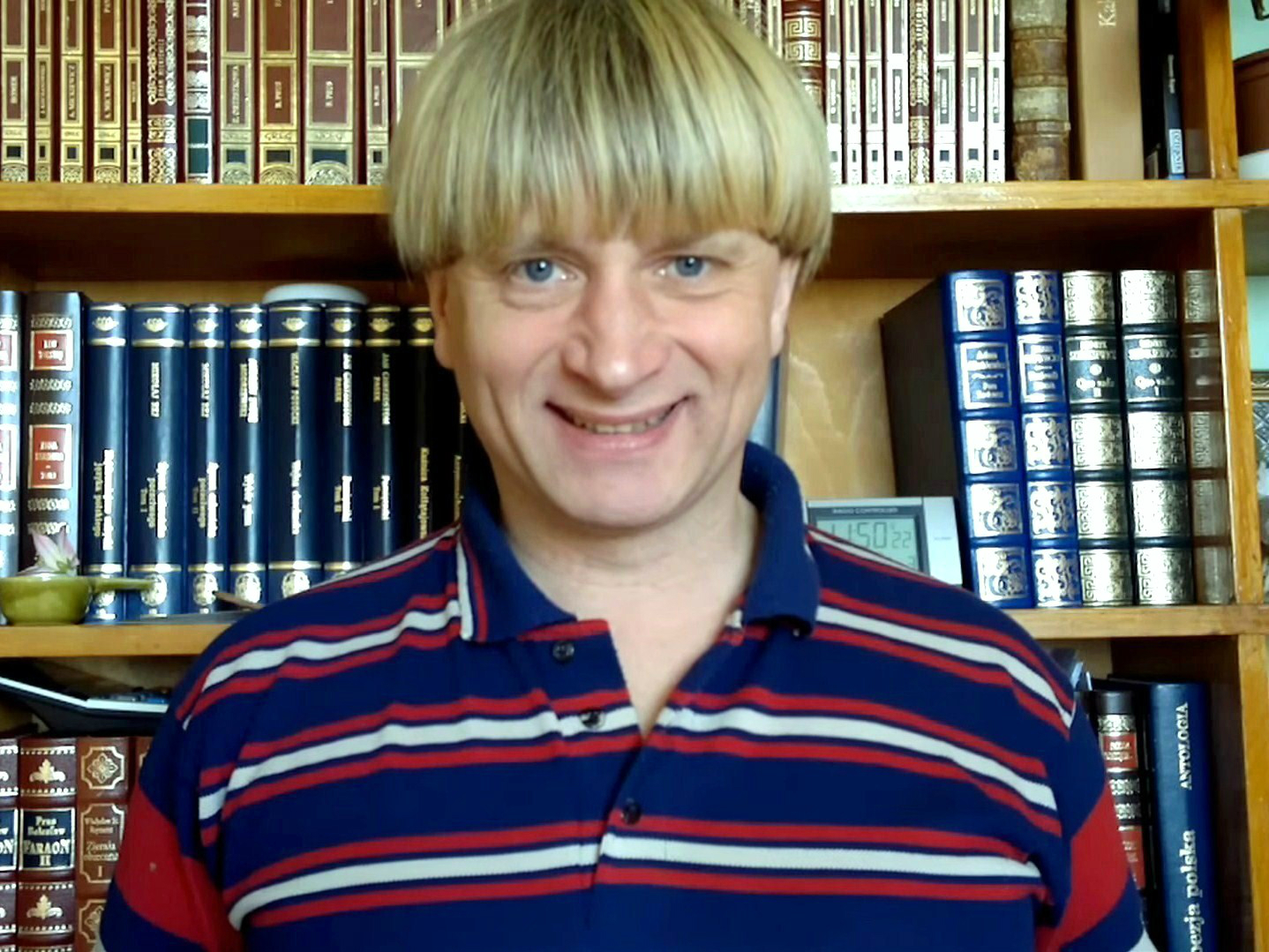
Gracjan Roztocki, zdobywca nagrody w 2009 roku w kategorii: Internet

- Wydarzenie roku: kłótnie Dody i Justyny Steczkowskiej w programie Gwiazdy tańczą na lodzie
- Kabaret: Łowcy.B
- Osobowość TV: Szymon Majewski
- Internet: Gracjan Roztocki
- Superświr: Jola Rutowicz